# Károly Ferenczy
Károly Ferenczy (n. 8 februarie 1862, Viena, Imperiul Austriac – d. 18 martie 1917, Budapesta, Austro-Ungaria) a fost un pictor evreu de origine maghiară și membru de frunte al coloniei de artiști a Școlii de pictură de la Baia Mare.
A fost printre câțiva artiști care au studiat la sfârșitul secolului al XIX-lea la München, unde a urmat cursurile gratuite ale pictorului maghiar Simon Hollósy. La întoarcerea sa în Ungaria în 1896, Ferenczy a fost membru fondator al coloniei de artiști și a devenit una dintre figurile ei majore. Ferenczy este considerat „părintele impresionismului și postimpresionismului maghiar” și „fondatorul picturii maghiare moderne”.
Galeria Națională Maghiară deține 51 de picturi realizate de Károly Ferenczy. Lucrările sale se mai regăsesc în colecții particulare și în alte instituții majore și regionale din Ungaria, inclusiv Muzeul Ferenczy Károly, fondat în localitatea unde s-a născut, Szentendre.
În 1966, Galeria Națională Maghiară a avut o expoziție importantă,  Arta Școlii de pictură de la Baia Mare. Expoziție centenară pentru celebrarea Coloniei de artiști din Baia Mare în care a expus lucrării realizate în cadrul coloniei. În noiembrie 2011, aceeași galerie a deschis o mare retrospectivă a lui Ferenczy, prezentându-l timp de șase luni, pentru a permite mai multor spectatori să aprecieze amploarea picturii sale.

## Studii
Károly Ferenczy s-a născut în 1862 într-o familie de evrei maghiari la Viena, Austria. Mama lui a murit la scurt timp după ce s-a născut. A studiat dreptul și a absolvit Facultatea de Economie.
Viitoarea lui soție, Olga Fialka , l-a încurajat pe Ferenczy să exploreze pictura și ca urmare, a călătorit în Italia pentru documentare. După ce a studiat la Paris în 1887 și a început să picteze în Ungaria, în 1893 și-a dus tânăra familie la München. Ei au locuit acolo până în 1896, în timp ce el a studiat cu pictorul Simon Hollósy și cu cercul de tineri artiști din jurul său.

## Familia
S-a căsătorit cu pictorița Olga Fialka. A mers să studieze la Academia Julian din Paris în 1887. În 1889, el și soția sa s-au stabilit în Szentendre, un oraș mic de lângă Budapesta. Au avut împreună doi fii și o fiică: Valér (n. 1888) și Béni și Noémi, gemeni frăți născuți în 1890. Olga a renunțat la pictură pentru a-și susține familia și cariera soțului.
Printre cele 51 de lucrări ale lui Ferenczy deținute de Galeria Națională Maghiară se numără portretele copiilor săi. Toți copiii au devenit artiști; Valér a devenit pictor, Noémi a fondat tapiseria maghiară modernă, în care a devenit „maestru”, iar Béni Ferenczy a devenit sculptor.

## Carieră
În Ungaria, Ferenczy a început să picteze într-un stil naturalist, deoarece a fost influențat de Jules Bastien-Lepage. Căutând s[ dobândească mai multe cunoștințe pe tărâmul picturii, și-a luat familia cu el la München în 1893. Ei au locuit acolo până în 1896. Aici l-a întâlnit pe Simon Hollósy, un pictor nu cu mult mai în vârstă decât el, care a ținut cursuri gratuite ce erau mai deschise noilor influențe decât cele ținute la Academia din München. Hollósy a lăudat în fața studenților săi arta pictorilor francezi și tehnicile lor, inclusiv pictura de plein air. Ferenczy i-a cunoscut pe tinerii artiști maghiari István Réti și János Thorma în cercul lui Hollosy din München.
Întors în Ungaria în 1896, Ferenczy sa alăturat lui Réti și Thorma la Baia Mare și l-au convins pe Hollósy să-și țină cursurile acolo. Au fondat o colonie de artiști în Baia Mare, România de astăzi, unde au predat și îndrumat mulți artiști maghiari. Chiar și în primii ani, Ferenczy a avut în timpul iernii un studio la Budapesta, pe care l-a întreținut de-a lungul carierei sale.
Prima expoziție a lui Ferenczy din 1903 de la Budapesta a marcat intrarea lui în a-și câștiga existența ca artist. În 1906, pictorului i s-a oferit un post didactic la Școala Regală de Desen Maghiară, acum Universitatea Maghiară de Arte Plastice. S-a întors la Baia Mare pentru a preda și a fost asociat de critica de artă cu colonia băimăreană de pictură.
Picturile sale de studio au fost cele mai importante pentru arta sa și a pictat o gamă tradițională de genuri: nuduri, naturi moarte, scenele urbane ale artiștilor de circ. Prin propria sa lucrare și prin învățătura sa, Ferenczy este considerat „părintele impresionismului și postimpresionismului maghiar” și „fondatorul picturii maghiare moderne”.
Ferenczy a fost foarte prolific și a lucrat într-o varietate de materiale și genuri. În noiembrie 2011, o expoziție retrospectivă majoră a fost deschisă timp de șase luni la Galeria Națională Maghiară , prezentând aproape 150 de picturi și 80 de tipărituri și desene, împreună cu aproximativ 50 de documente (fotografii, scrisori, cataloage și cărți) legate de arta și viața sa. A fost prima expoziție majoră a operei sale în aproape un secol. Lucrările au fost obținute din colecții private, precum și din colecții publice.

## Lucrări

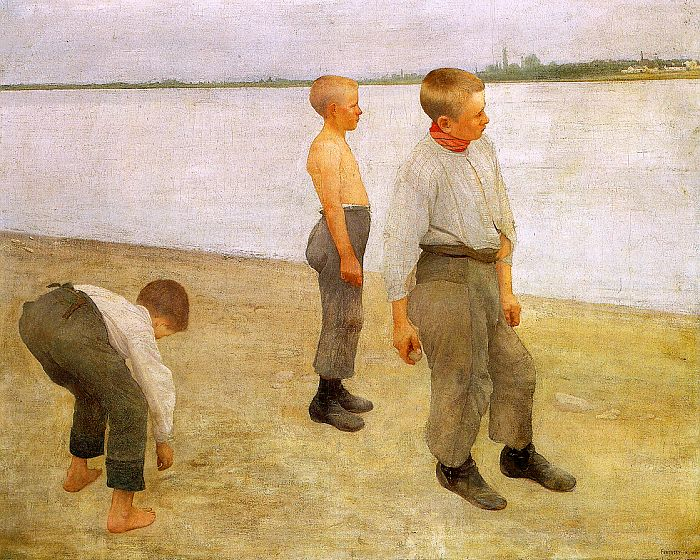
Băieți aruncând pietricele în râu (1890)
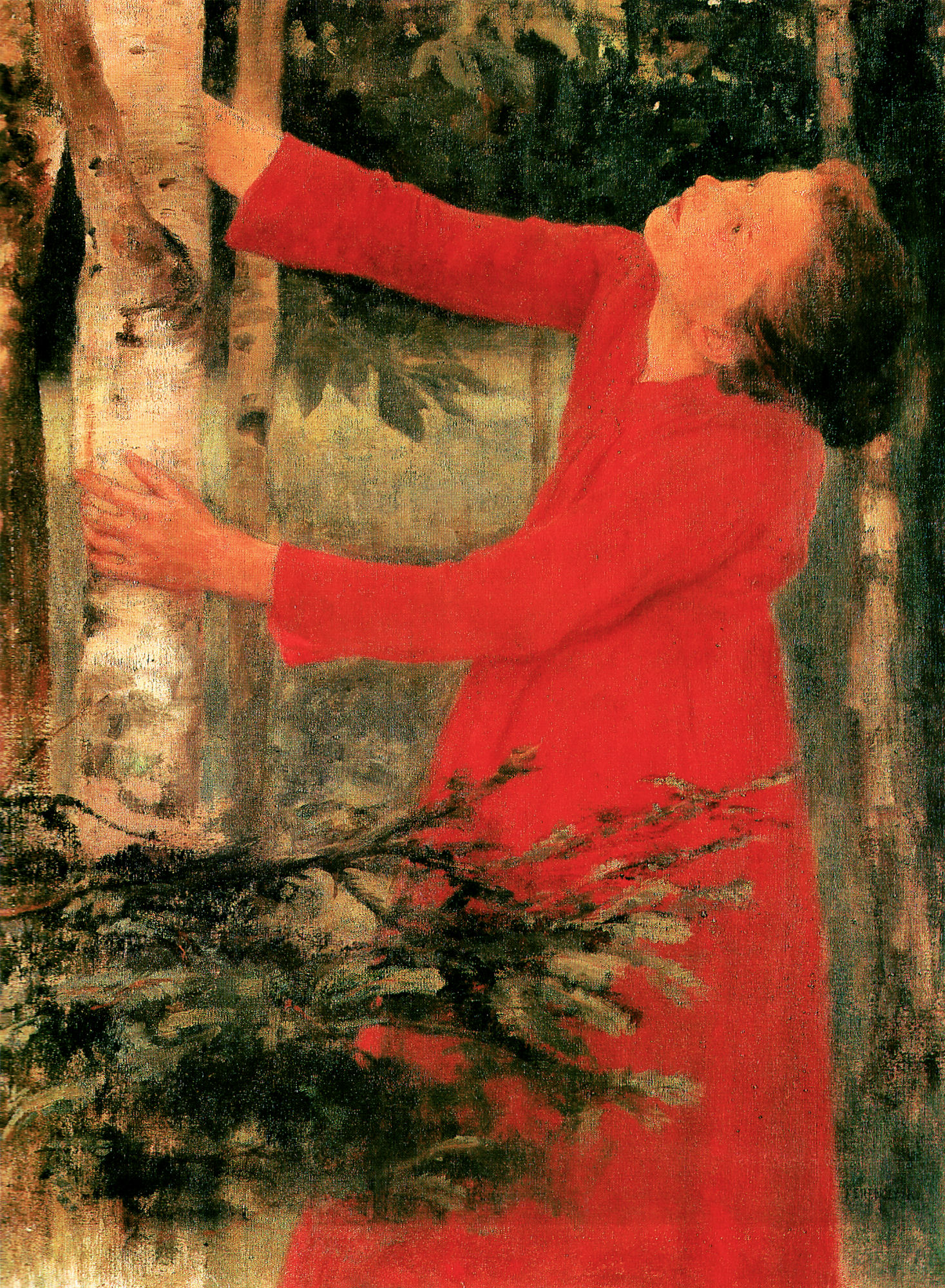
Cântecul păsărilor (1893)
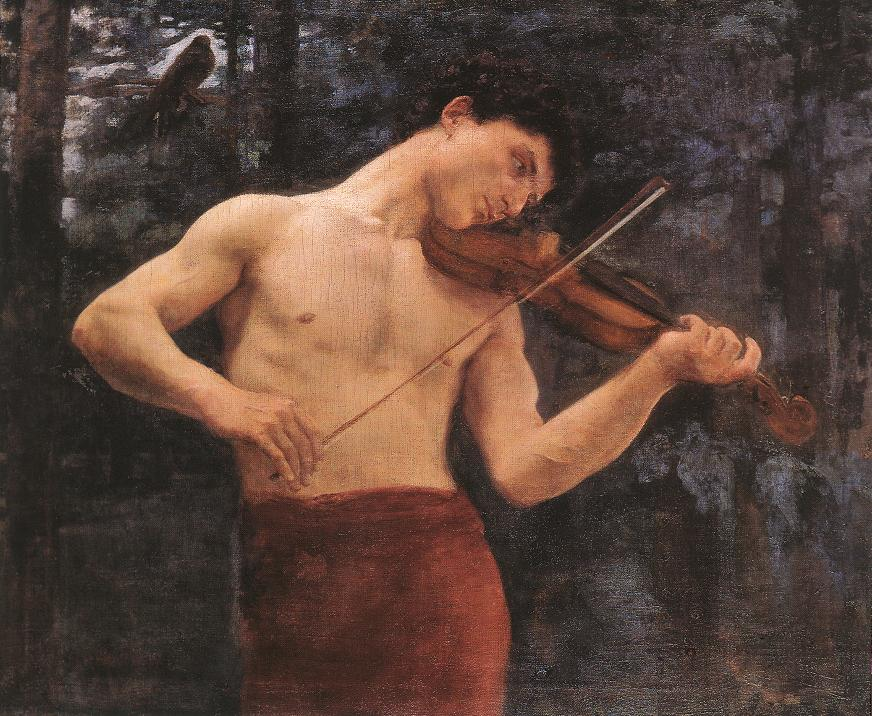
Orpheus (1894)
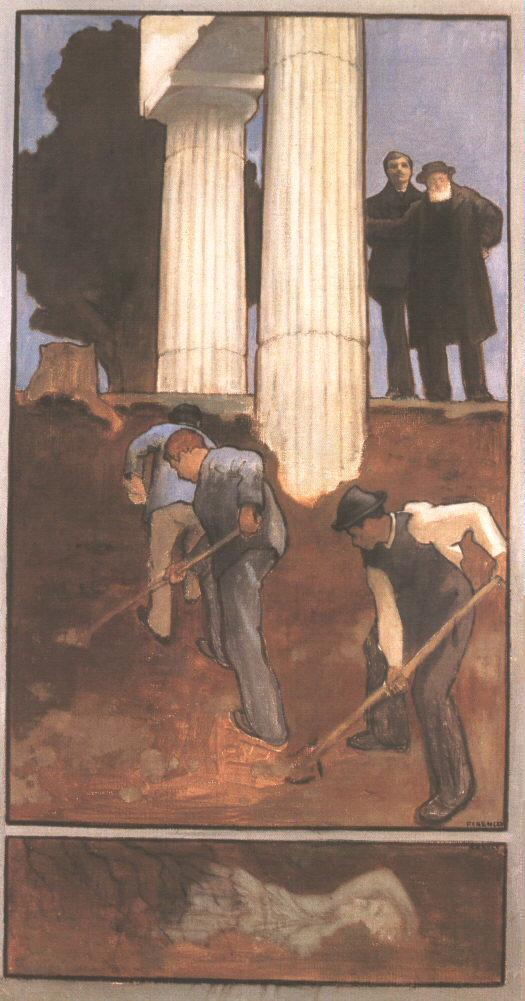
Arheologie (1896)
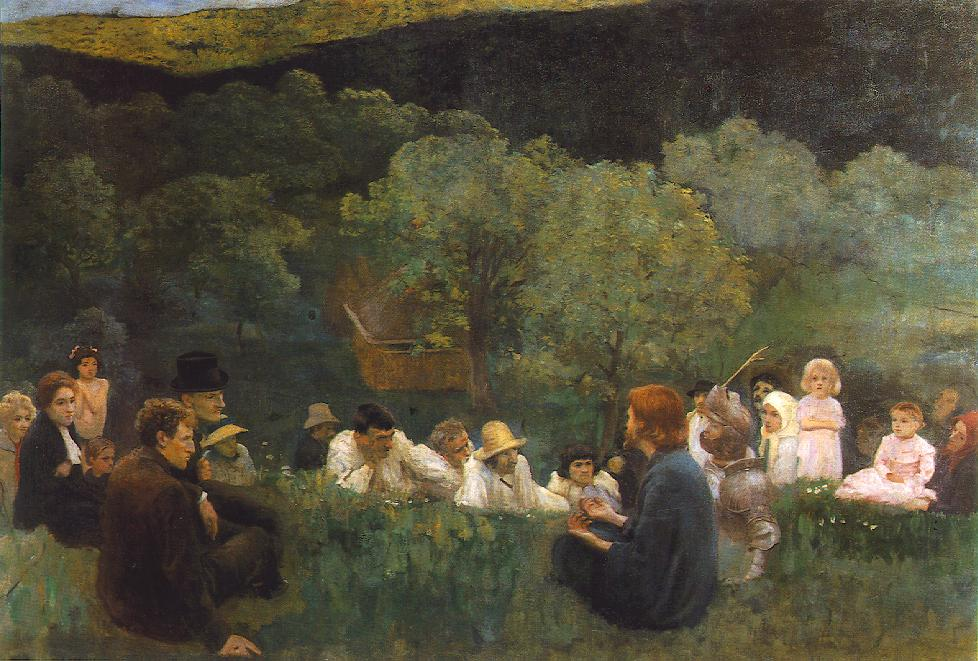
Predica de pe munte (1896)
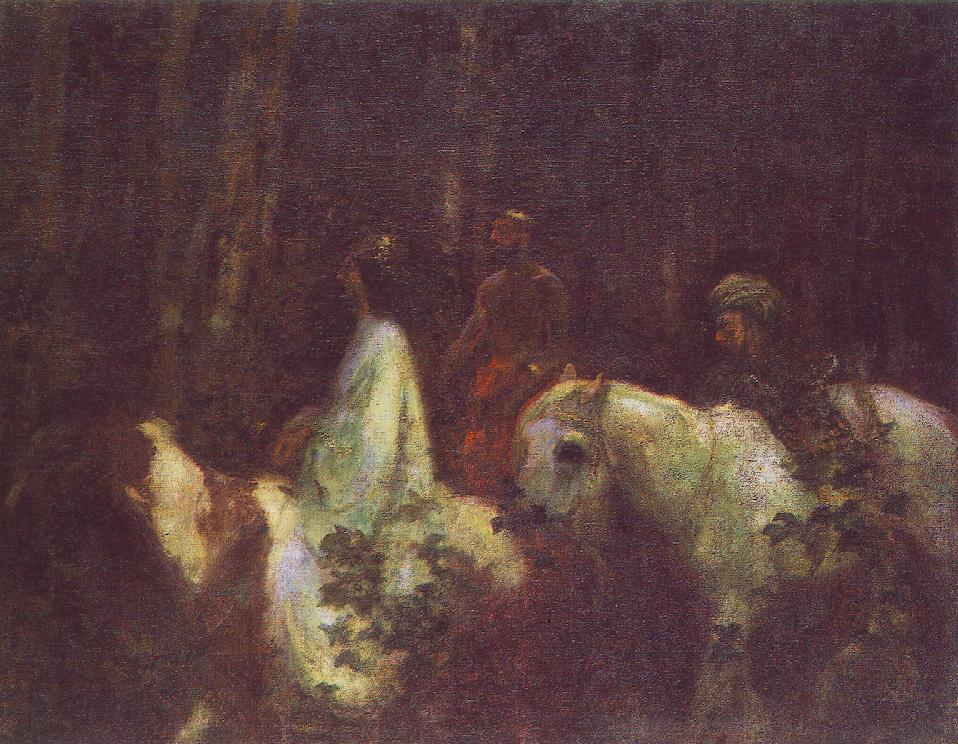
Cei trei magi (1898)
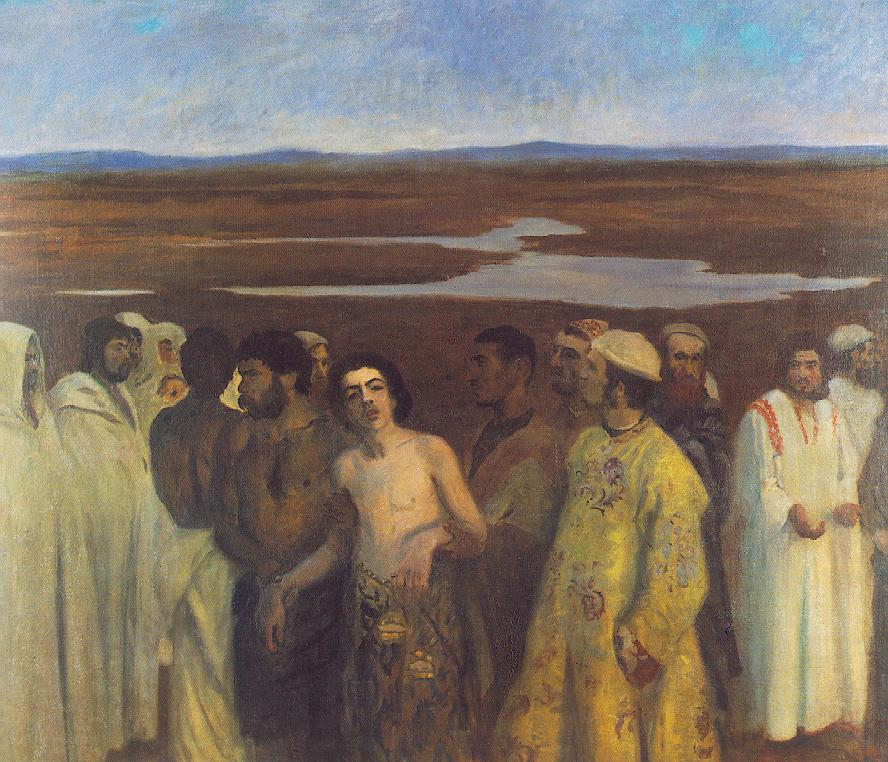
Iosif vândut ca sclav de frații săi  (1900)
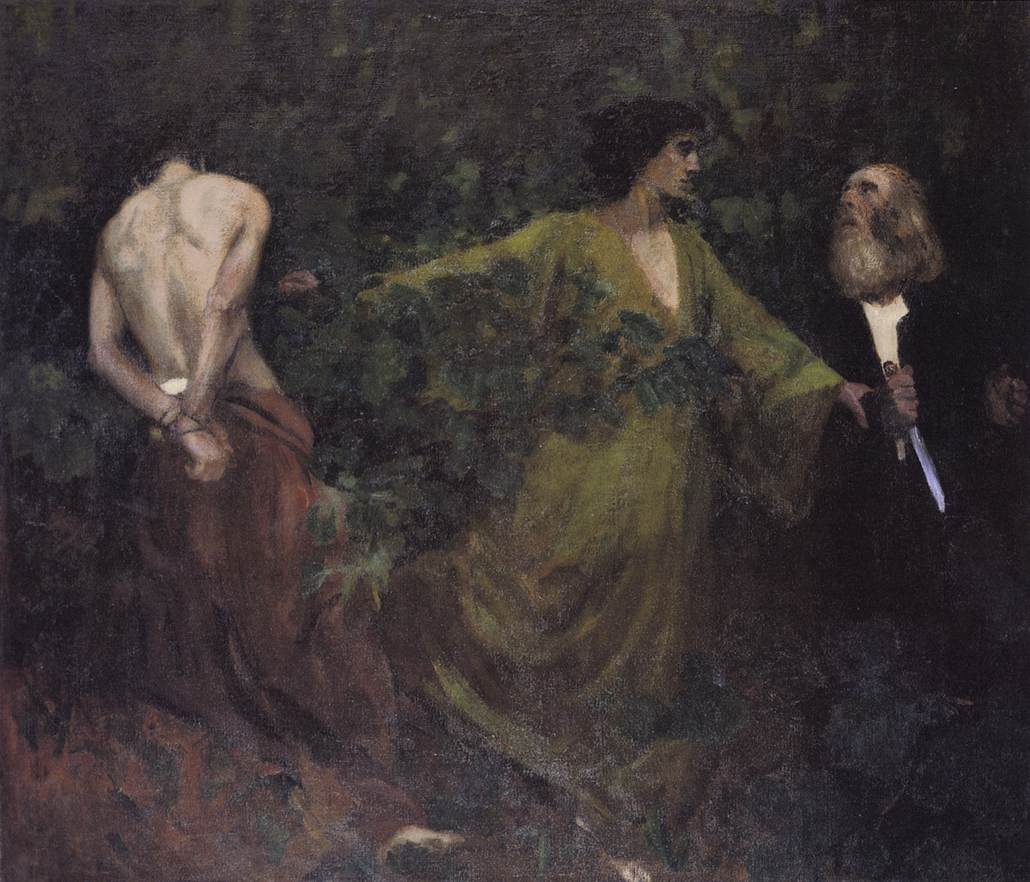
Sacrificiul lui Avraam (1901)
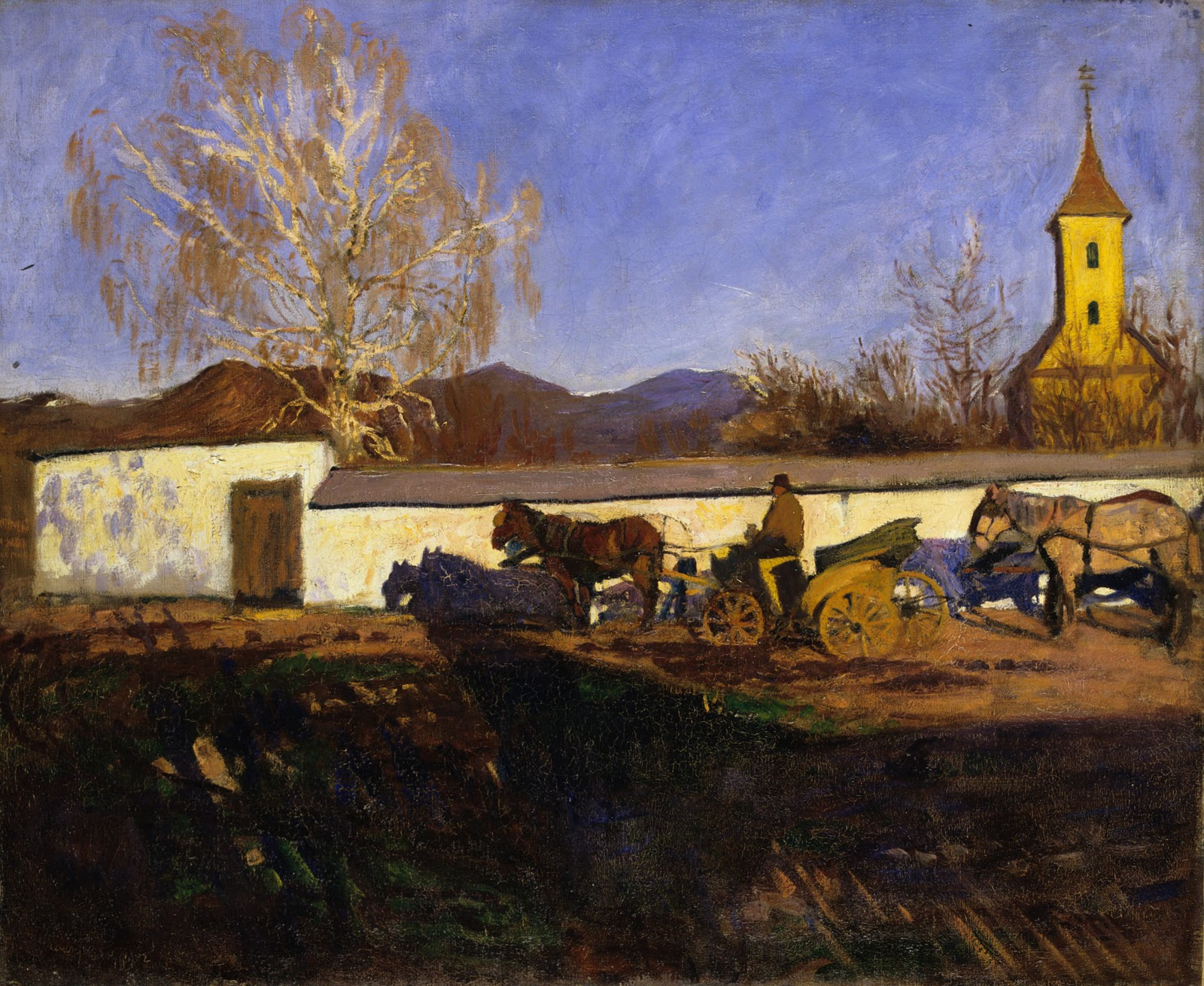
Seara din martie (1902)
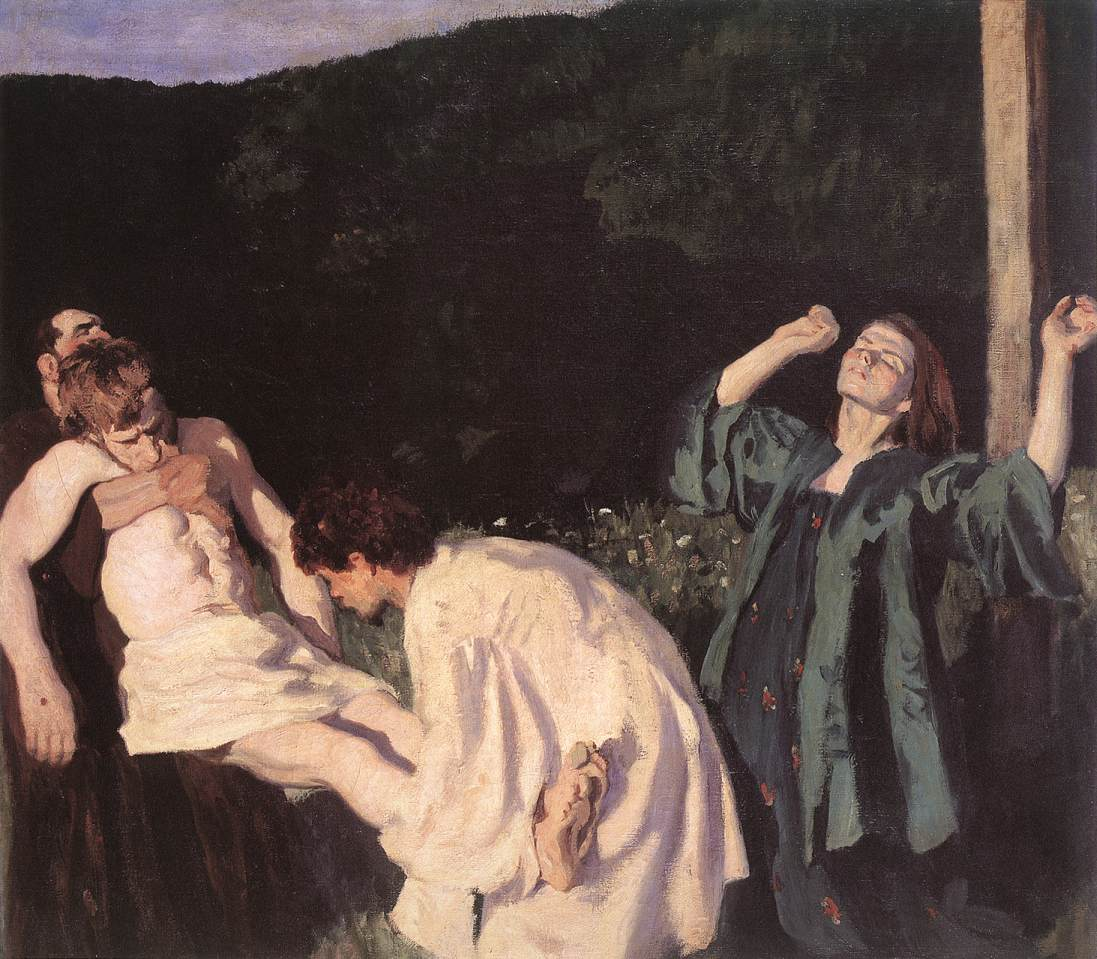
Depoziție de pe cruce  (1903)
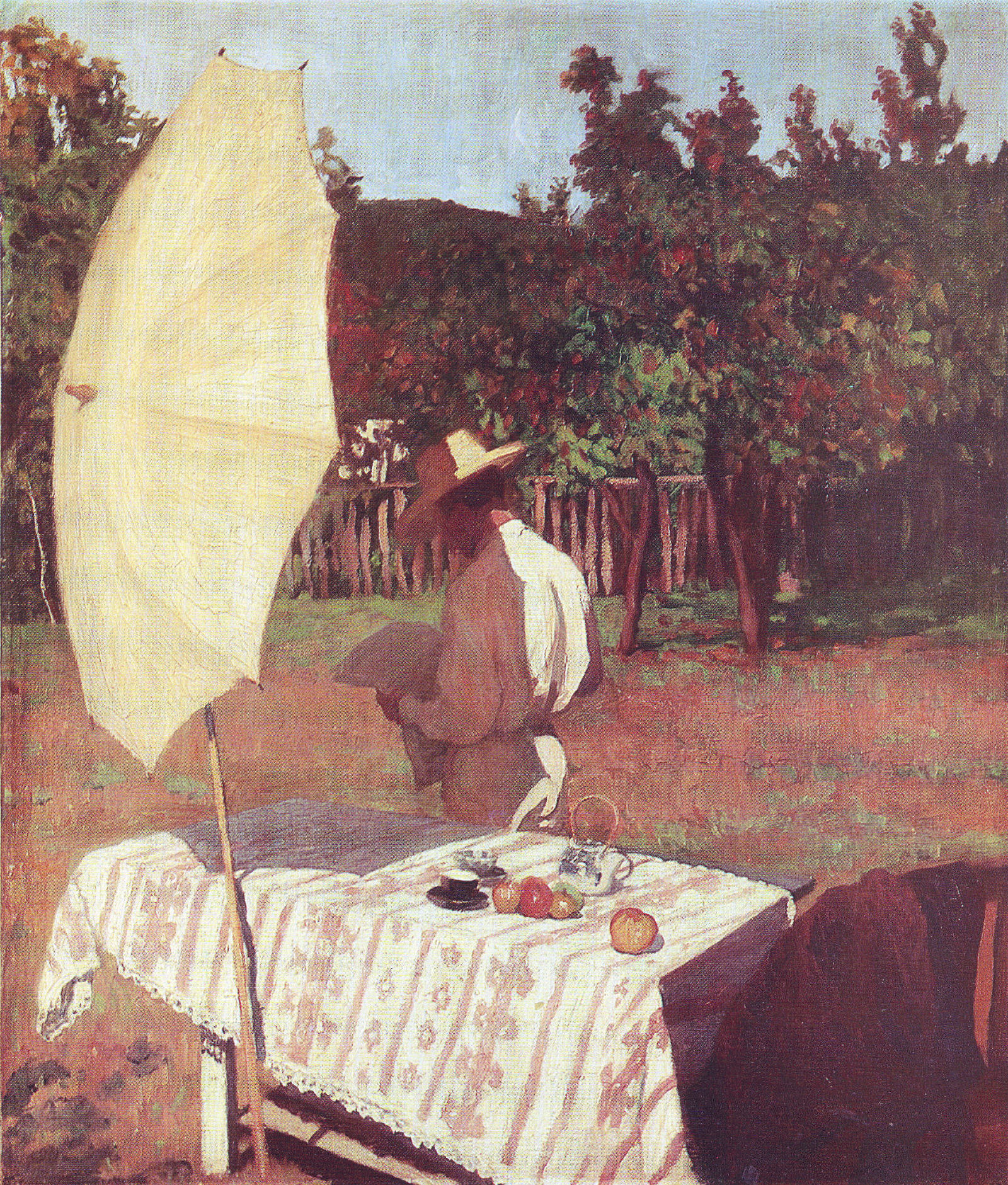
Octombrie (1903)
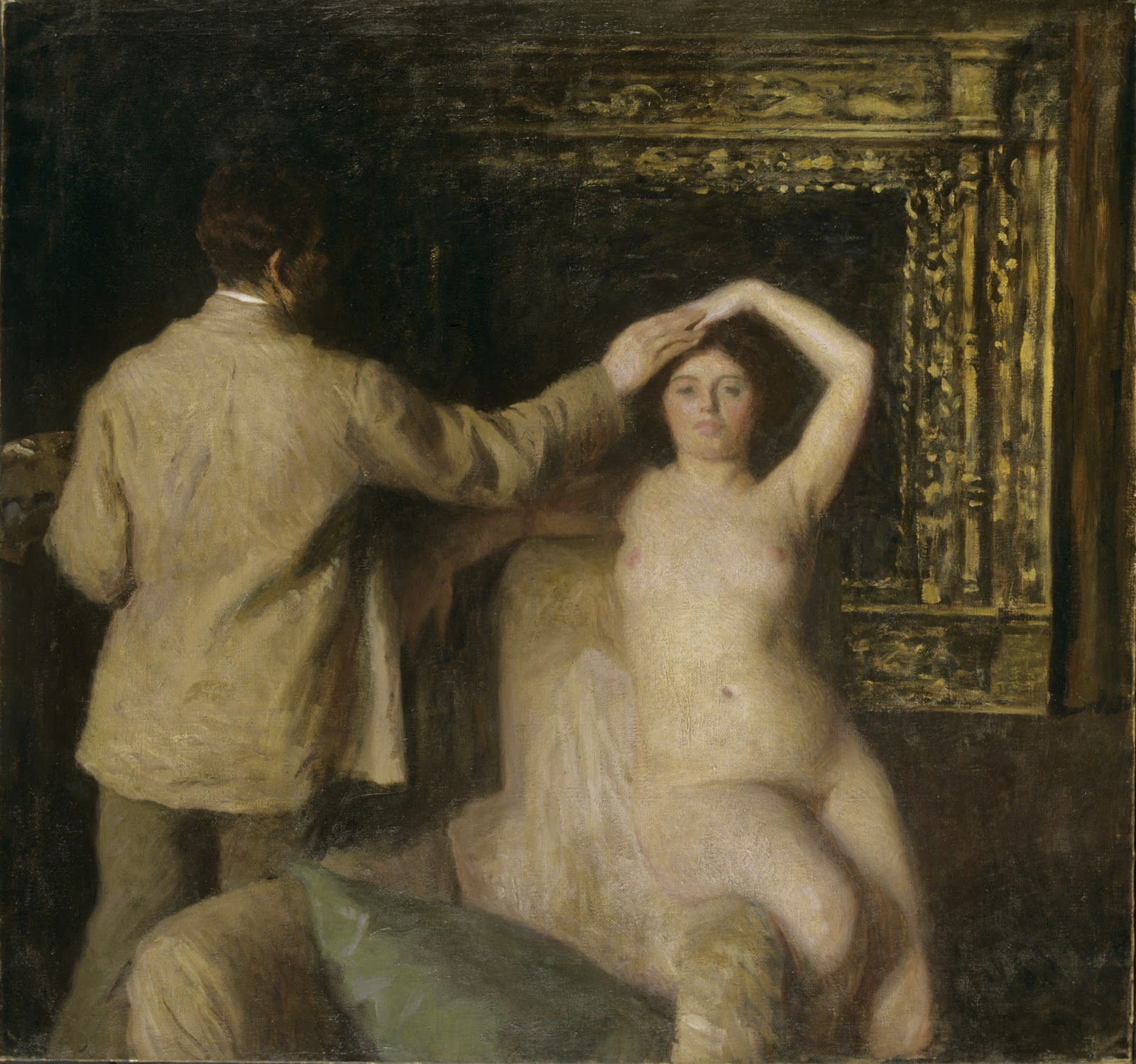
Pictor și model  (1904)
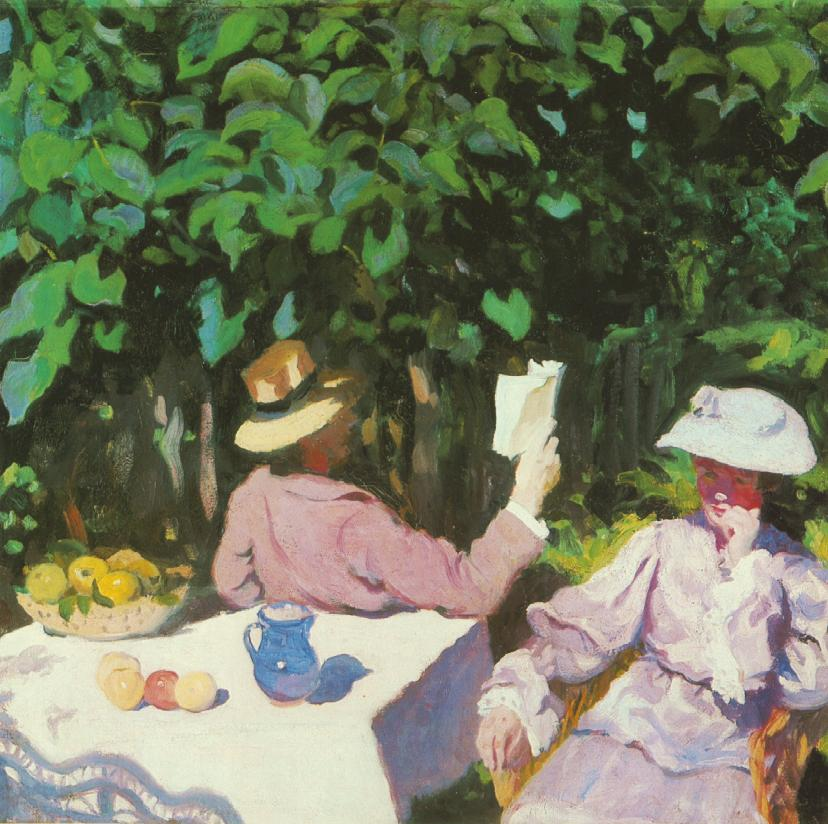
Soarele de dimineață (1905)
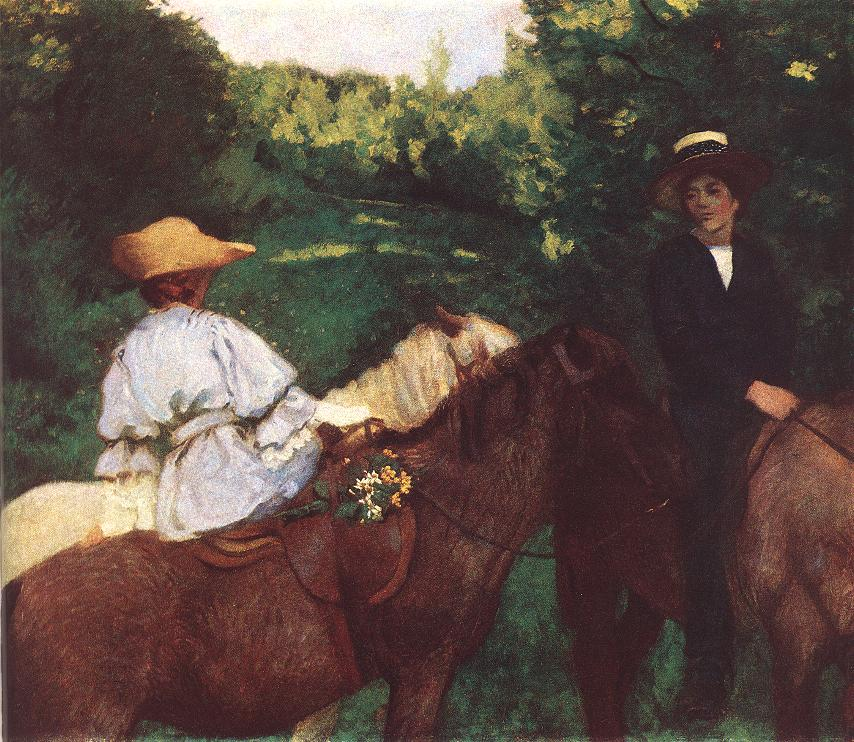
Copii călare (1905)
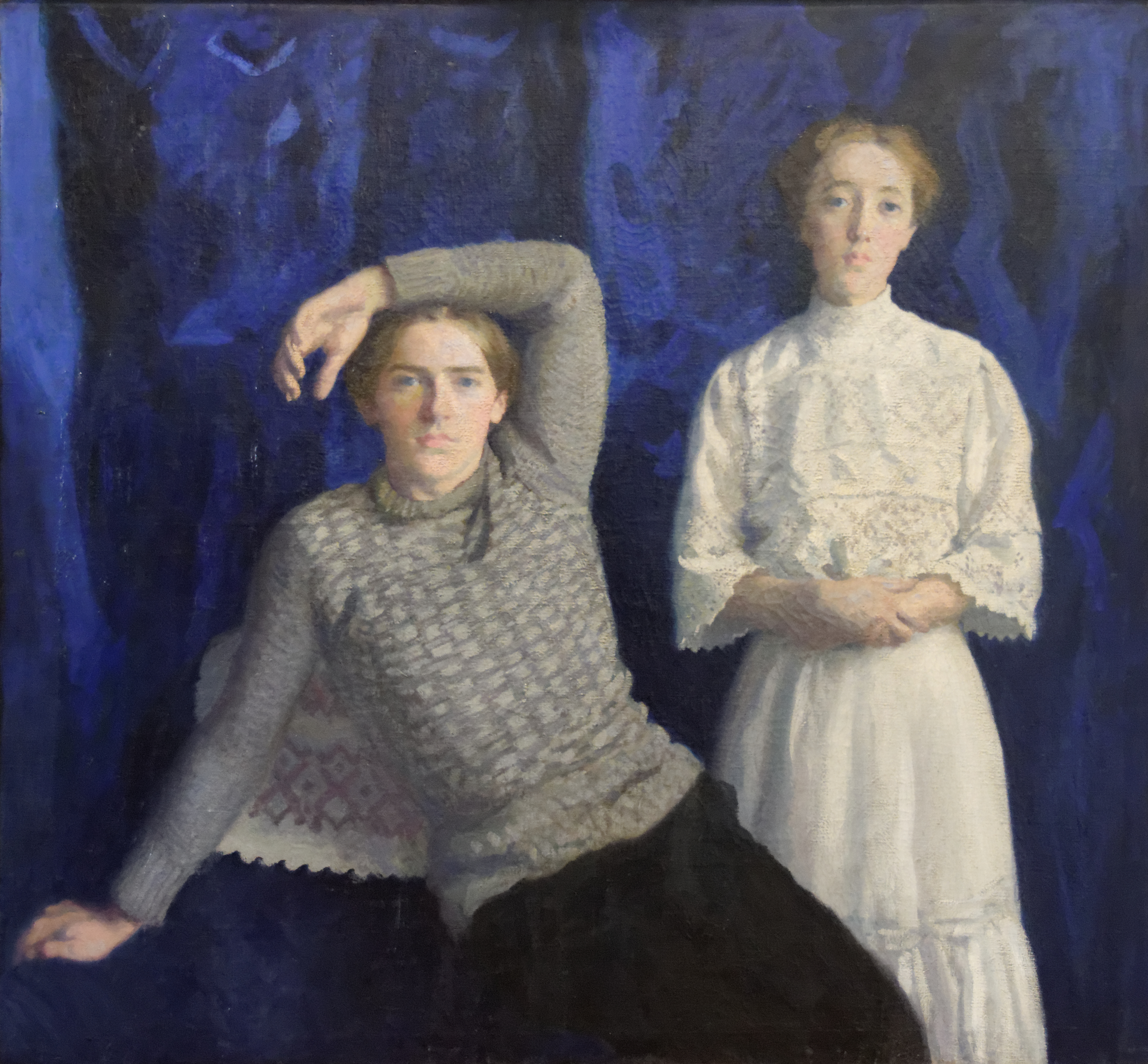
Béni și Noémi  (1908)
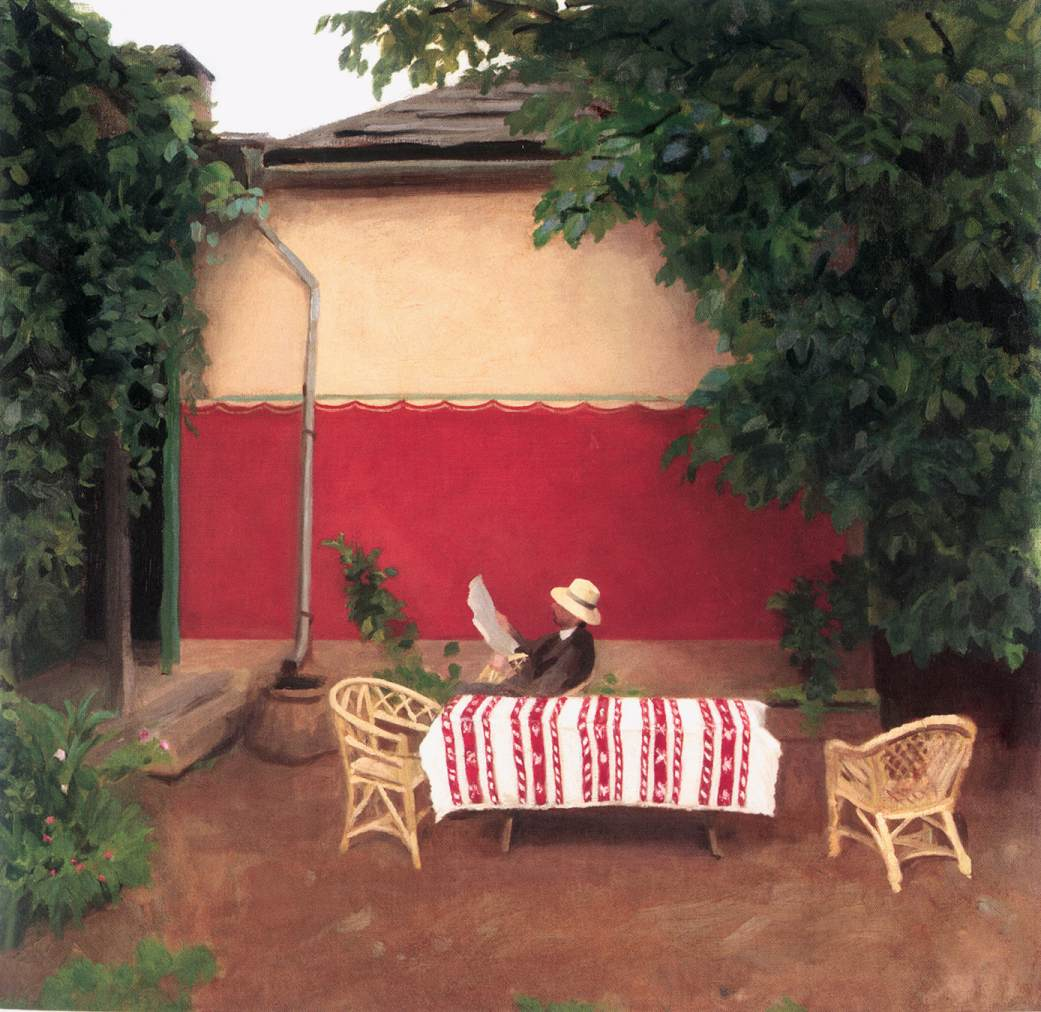
Zidul Roșu (1910)